# José Natividad González Parás
José Natividad González Parás (Monterrey, Nuevo León; 30 de marzo de 1949) es un político mexicano, miembro del Partido Revolucionario Institucional. Fue gobernador del estado mexicano de Nuevo León durante el periodo  2003-2009.

## Biografía
Nació en Monterrey el 30 de marzo de 1949 en el seno de una familia originaria de General Terán y Montemorelos, es descendiente directo del primer gobernador del estado, José María Parás  (1825–1827 y 1848–1850).
González Parás es el hijo de José Natividad González González y María Cristina Parás Barocio, su niñez transcurre en el estado de Nuevo León en una pequeña casa de la calle Vallarta, en el centro de la ciudad de Monterrey. Es el primero de siete hijos.
Contrajo matrimonio en 1978 con Cristina Maíz y es padre de cuatro hijos.

### Formación
Cursó su educación básica en el colegio Franco Mexicano y en escuelas públicas.
Abogado por la Universidad Autónoma de Nuevo León, se titula a los 21 años y trabaja como abogado litigando materia civil y mercantil. Con el apoyo de Comisión Nacional de Ciencia y Tecnología (Conacyt), realiza sus estudios de postgrado en París, Francia, obteniendo la maestría en Administración Pública en el Instituto Internacional de Administración Pública (ahora École nationale d'administration) en 1973, en donde fue presidente de la Asociación de Egresados. El doctorado lo obtiene en Ciencias Políticas la Universidad de París (Panthéon-Sorbonne) en 1976, graduándose con la máxima distinción que otorga la Universidad.

### Trayectoria académica
En el ámbito académico, González Parás fue maestro durante varios años en la Facultad de Ciencias Políticas y, en el doctorado en Derecho, de la Universidad Nacional Autónoma de México.
En el Colegio de México impartió la cátedra Política y Gobierno en la maestría de Ciencias Políticas, y Administración Pública en la licenciatura del mismo nombre.
Es maestro fundador en la Universidad Autónoma de Nuevo León, de la maestría en Administración Pública, de la Facultad de Ciencias Políticas y Sociales y del doctorado en Derecho.
Profesor y conferencista en distintas generaciones del Instituto Nacional de Administración Pública (INAP), tiene en su haber diversas publicaciones y ensayos en administración pública, en ciencias políticas, educación y en política exterior.
Fue vicepresidente y posteriormente presidente del INAP (1997 - 2002); vicepresidente del Instituto Internacional de Ciencias Administrativas (IICA); Presidente del Centro Latinoamericano para el Desarrollo (CLAD) y miembro de la Academia Nacional de Derecho Administrativo y Administración Pública.

## Trayectoria en el Servicio Público

### Administración pública
Se inicia en la administración pública en la Secretaría de la Presidencia donde funge como subdirector de Programación y Evaluación, en 1976; posteriormente en la Presidencia de la República como director general de Organización y Desarrollo Institucional, de 1977 a 1980; y subcoordinador general de Estudios Administrativos, de 1980 a 1982. En Nuevo León fungió como secretario general de Gobierno, de 1988 a 1991, y presidente de la Comisión Estatal Electoral, de 1988 a 1991. Fue asesor del secretario de Relaciones Exteriores, sólo de agosto a diciembre de 1991. Se desempeñó como coordinador del gabinete de política exterior de la Presidencia de la República y coordinador de giras presidenciales en ámbito internacional, de diciembre de 1991 a 1994; fue también subsecretario de Desarrollo Político en la Secretaría de Gobernación y Gobernador del Estado de Nuevo León en el período 2003 – 2009.

### Legislatura federal
Fue diputado federal por el 1.er. distrito electoral de Nuevo León, de noviembre de 1994 a julio de 1995 y secretario de la Gran Comisión en la LVI Legislatura, senador de la República en la LVIII Legislatura donde presidió la Comisión de Educación y Cultura y fue el principal promotor de la Educación Preescolar Obligatoria. Cargo que deja para postularse como candidato del Partido Revolucionario Institucional (PRI) a la gubernatura de Nuevo León en las elecciones federales del 2003.

### Campañas por la gobernatura
En 1997 se postula para gobernador, perdiendo por escaso margen contra Fernando Canales Clariond, del Partido Acción Nacional. Seis años después, vuelve a ser elegido candidato después de resultar ganador en una contienda interna y es postulado por la amplia Alianza Ciudadana conformada por el PRI-PVEM-Partido Fuerza Ciudadana-Partido Liberal Mexicano, con la cual ganó las elecciones del 6 de julio de 2003 con 824,567 votos (58.22%) contra 491,973 votos (34.74%) del panista Mauricio Fernández Garza.

## Gubernatura
Como gobernador se distinguió por la construcción de obra pública y por desregular algunas actividades que antes correspondían exclusivamente al gobierno local (como la promoción cultural o la asistencia social) y ponerlas en manos de consejos ciudadanos plurales.
Siguiendo el ejemplo de Barcelona, el gobernador buscó y obtuvo la responsabilidad para que Monterrey albergara el Fórum Universal de las Culturas Monterrey 2007, un evento que al igual que en Barcelona se utilizó para renovar la infraestructura urbana.
Otra parte del desarrollo de infraestructura fue la expansión del Sistema de Transporte Colectivo Metrorrey, así como la remodelación del primer cuadro de la ciudad, la ampliación del parque Fundidora y la construcción del paseo Santa Lucía, entre otras numerosas obras de infraestructura e inversiones.
Desarrolló el proyecto Monterrey: Ciudad Internacional del Conocimiento, basado en el modelo de la Triple Hélice que une al sector empresarial, educativo y de investigación científica con el fin de potencializar el desarrollo tecnológico sustentado en la economía del conocimiento. Como parte de este proyecto se construyó el Parque de Investigación e Innovación Tecnológica, y más de 40 centros de investigación en el estado, además de lograr el involucramiento del área educativa en el desarrollo del proyecto.
Al mismo tiempo, comenzó la política de integración de clústeres en sectores estratégicos de la economía, como software, biotecnología, automotriz, agroalimentario, aeroespacial, entre otros.

## Reconocimientos
José Natividad González Paras ha sido reconocido por la Academia Mexicana de Ciencias como Gobernador de la Ciencia, el Conocimiento, y la Innovación. A nivel internacional fue condecorado por la República de Francia como "Comendador de la Legión de Honor"; por la República Italiana como "Comendador de la Orden al Mérito de la República Italiana"; por el Gobierno Español con la Condecoración: "Orden de Isabel La Católica" y por el Estado de Quebec con la Condecoración: "Orden Nacional de Québec" en Grado de Oficial.

## Otros cargos
Además de su responsabilidad como gobernante, participa como presidente del Consejo Directivo del Instituto Nacional de Administración Pública (INAP), desde octubre de 1997; y presidente del Consejo Directivo del Centro Latinoamericano de Administración para el Desarrollo, desde octubre de 1999.
Entre sus actividades político-partidistas, destaca su labor como secretario de Promoción Social y Gestoría, así como de Divulgación Ideológica del Comité Ejecutivo Nacional (CEN) del PRI, de 1982 a 1986.
Fue presidente del Comité Directivo Estatal del tricolor en Nuevo León, de 1986 a 1988 y miembro del Consejo Político Nacional (CEN) del PRI.
Es consejero del Programa de Naciones Unidas para el Desarrollo (PNUD) y del Banco Interamericano de Desarrollo (BID) para el Programa de Integración Económica en América Latina, desde mayo de 1998.
Actualmente es presidente y director general de la firma de consultoría estratégica “Primer Círculo, SC” y presidente de la Academia Nacional de Derecho Administrativo y Administración Pública.